# Дагестанський державний технічний університет
Дагестанський державний технічний університет — університет, розташований у місті Махачкала. Заснований в 1972 на базі філії Ленінградського кораблебудівного інституту під назвою Дагестанський політехнічний інститут. У 1995 році Наказом Держкомітету РФ з вищої освіти від 5 червня 1995 р. № 852 Дагестанський політехнічний інститут був перетворений у Дагестанський державний технічний університет.
В університеті працюють понад 108 докторів наук і професорів, понад 300 кандидатів наук і доцентів, всього — більше 600 викладачів вищої кваліфікації, 24 співробітника університету є членами-кореспондентами та академіками різних академій. Метою наукової та освітньої політики університет декларує «впровадження інновацій, забезпечення підготовки фахівців на рівні світових кваліфікаційних вимог та ефективне використання освітнього, науково-технічного, інноваційного потенціалу для розвитку регіону».

## Факультети
- Комп'ютерних технологій, обчислювальної техніки та енергетики
- Архітектурно-будівельний
- Інженерно-економічний
- Інформаційні системи
- Радіоелектроніки, телекомунікацій та мультимедійних технологій
- Технологічний
- Нафти, газу та пріродообустройства
- Державне та муніципальне управління
- Право та митна справа (Входить Соціально-гумманітарние)
- Транспортний
- ФПКіП
- Фінанси та аудит
- Факультет магістерської підготовки

## Персоналії

### Ректори
| Роки        | Ректор                       |
| ----------- | ---------------------------- |
| 1971 — 1984 | Магомедов Каміль Магомедович |
| 1985-2001   | Амінов Маїл Султанович       |
| з 2002      | проф. Т. А. Ісмаїлов         |

### Відомі випускники
- Курбан-Алі Аміров — відомий політичний діяч, депутат держдуми 4 скликання
- Махмуд Махмудов — відомий політичний діяч, депутат держдуми 4 скликання
- Нарвік Сирхан — російський футболіст та тренер.
- Сергій Решульський — російський політичний діяч. Депутат Державної Думи другого (1995—1999), третього (1999—2003) і п'ятого скликань (з 2007).
- Лідія Блохіна — російський громадський діяч
- Дмитро Єрохін — заступник генерального директора ВАТ «Связьинвест»
- Емін Фатуллаєв — російський шоумен, колишній учасник телепроєкту «Comedy Club»

### Відомі студенти
- Сулейман Керімов — російський підприємець, мільярдер.

### Відомі здобувачі ступеня кандидата наук
- Рамзан Кадиров — глава Чечні

### В університеті працювали
- Едуард Уразаєв — російський державний діяч
- Вазіф Мейланов — соціальний філософ, математик, «Приватний політик», письменник

## Інше
ДДТУ-п'ятиразовий переможець Республіканської студентської весни (2008, 2009, 2010, 2011, 2012 рр.). Увійшовши до збірної Російської Федерації, ДДТУ став володарем Гран-прі Міжнародного фестивалю студентської весни країн СНД на Кавказі. Збірна команда КВН університету є переможцем регіональних турнірів, займає призові місця на Всеросійському конкурсі "Веселі! Здорові! Удачливі! ", Успішно виступає в Центральній Краснодарській лізі КВН. У травні 2013 року ансамбль танцю ДДТУ «Вершини Кавказу» завоював дві бронзові медалі на Всеукраїнських та Міжнародних Дельфійських іграх, що проходили в м. Новосибірськ.